# Artibonite (fleuve)
Pour les articles homonymes, voir Artibonite.
L’Artibonite (ou en espagnol : rio Artibonito) est le plus long fleuve d'Haïti et de l'île d'Hispaniola. Celui-ci a donné son nom à un département haïtien homonyme qu'il traverse au sud de son territoire.

## Géographie
Il prend sa source dans la Cordillère Centrale en République dominicaine à 1 000 mètres d'altitude (19° 16′ 13″ N, 71° 29′ 24″ O) à  l'ouest de la localité de Burende (province de La Vega), et parcourt 320 km, avant de se jeter dans le golfe de la Gonâve au niveau du bourg de Grande-Saline.

## Affluents
Le long de son parcours, le fleuve reçoit les eaux de plusieurs affluents parmi lesquels :
- Rivière Blanche (rd) ;
- Rivière Boucan Carré (rd) ;
- Rivière Estère (rd) ;
- Rivière Fer à Cheval (rg) ;
  - Rivière Gascogne ;
- Rivière Guayamouc (rg) ;
- Rivière Libon (rd) ;
- Rivière Lociane (rd) ;
- Rivière Macasia (rg) ;
- Rivière Thomonde ;
- Rivière La Thème (rg) ;
- Rivière La Tombe.

## Aménagements
L'Artibonite est utilisé pour l'irrigation, et produit aussi 25 % de l'électricité du pays par le biais du barrage hydroélectrique de Péligre qui a donné naissance au lac du même nom.
Un second barrage hydroélectrique, baptisé « Artibonite 4 C » dont la puissance sera de 32 mégawatts est en cours d'élaboration par les Brésiliens, pour un coût total de 200 millions de $US.  Il nécessitera l'aménagement d'un bassin de rétention qui s'étendra sur plus de 400 hectares de terres en culture à Mirebalais et Boucan-Carré, mais permettra d'irriguer plus de 1 500 hectares de terres cultivées.

## Hydrologie
Le bassin versant de l'Arbonite est de 9 500 km2, le débit moyen ou module de 99 m3/s et le coefficient d'écoulement de 22,6 %.